# Niacinato de xantinol
El 'Niacinato de xantinol (o niacinato xantinol) es un fármaco vasodilatador. Es una combinación de xantinol y niacina (ácido nicotínico), ambos de los cuales son vasodilatadores. Aumenta el flujo sanguíneo en muchos lechos vasculares y ha sido promovidos para los trastornos cerebrovasculares, trastornos vasculares periféricos e insuficiencia vascular, pero los beneficios terapéuticos son insignificantes. Puede causar malestar gástrico e hipotensión.